# Adriana Araújo
Adriana dos Santos Araújo (ur. 11 kwietnia 1981 w São Paulo) – brazylijska pięściarka, brązowa medalistka olimpijska.

## Kariera sportowa
Występuje w kategorii do 60 kg. W 2010 zdobyła złoto igrzysk Ameryki Południowej w Medellínie. Rok później odpadła w ćwierćfinale igrzysk panamerykańskich. Na igrzyskach olimpijskich w Londynie zdobyła brązowy medal w kategorii do 60 kg.